# Аврам Кошевски
Аврам Кошевски е български зограф от Македония, представител на Дебърската художествена школа.

## Биография
Роден е през 1805 година в дебърското село Лазарополе. Произлиза от рода Кошевски. Аврам Кошевски работи из Сярско, Драмско, Ксантийско и особено в Кавала. Умира в 1880 година. Синът му Никола Аврамов също е зограф.